# Talitha cumi
«Talitha cumi» — 24-й, заключительный, эпизод 3-го сезона сериала «Секретные материалы». Премьера состоялась 17 мая 1996 года на телеканале FOX. Эпизод позволяет более подробно раскрыть так называемую «мифологию сериала», заданную в пилотной серии Режиссёр — Роберт Гудвин, автор сценария — Крис Картер, приглашённые звёзды — Митч Пиледжи, Рой Тиннес, Брайан Томпсон.
Талифа-куми — сирийское выражение, употреблённое в Евангелии от Марка (V, 41) и значащее в переводе «девица, встань!».
В США серия получила рейтинг домохозяйств Нильсена, равный 11,2, который означает, что в день выхода серию посмотрели 17,86 миллиона человек.
Главные герои серии — Фокс Малдер (Дэвид Духовны) и Дана Скалли (Джиллиан Андерсон), агенты ФБР, расследующие сложно поддающиеся научному объяснению преступления, называемые Секретными материалами.

## Сюжет
В данном эпизоде Малдер и Скалли расследуют дело Иеремии Смита, человека, который исцелил прикосновением руки людей в кафе, которые попали под обстрел психопата, решившего захватить кафе. В то же время, после спора с Курильщиком, который что-то требовал у Тины Малдер, у неё случается инсульт. Малдер ищет связь между двумя событиями и находит дома стилет Инопланетного охотника, который способен его убить.
"Талита Куми" - это первая часть двухсерийного эпизода, положившая начало сюжету, который завершается в премьере четвертого сезона "Херренволк".
В ресторане быстрого питания в Арлингтоне, штат Вирджиния, мужчина достает пистолет и стреляет в трех человек, прежде чем его застрелят полицейские снайперы снаружи. Пожилой мужчина приводит в чувство стрелка и его жертв, прикасаясь к ним ладонями.
Фокс Малдер (Дэвид Духовны) и Дана Скалли (Джиллиан Андерсон) отправляются на расследование. Они опрашивают жертв и стрелка и выясняют, что таинственный целитель Джереми Смит (Рой Тиннес) исчез во время допроса детективом
Тем временем Курильщик (Уильям Б. Дэвис) встречается с матерью Малдера Тиной (Ребекка Тулан), и они спорят, пока кто-то фотографирует их издалека. Позже Уолтер Скиннер (Митч Пиледжи) сообщает Малдеру, что у Тины случился инсульт. В больнице Тина пишет в блокноте слово "ЛАДОНЬ", которое Малдер принимает за то, что ее инсульт как то связан с Джереми Смитом.
Малдер находит запись допроса Смита и видит, что на месте Смита появляется кто-то другой, когда детектив отворачивается. Тем временем Смит находится на своем рабочем месте в Управлении социального обеспечения, когда его захватывает Курильщик и отправляет в тюрьму строгого режима. Малдер направляется в дом своей матери и встречает Икса (Стивен Уильямс), который показывает ему фотографии Тины и Курильщика. Малдер обыскивает дом и понимает, что "ЛАДОНЬ" - это попытка Тины написать "ЛАМПУ". Затем он находит инопланетный стилет внутри одной из ламп — такой же, каким пользовался инопланетный Охотник за головами.
В штаб-квартире ФБР Скалли встречает человека, который представляется Смитом и который пришел сдаться полиции. Во время интервью со Скалли и Скиннером он утверждает, что не помнит ни стрельбы, ни того, как кого-то исцелял. Тем временем Курильщик допрашивает настоящего Смита, который потерял веру в проект Синдиката. Он превращается в Глубокую Глотку (Джерри Хардин) и Билла Малдера (Питер Донат), чтобы вывести из себя своего похитителя. Наконец, Смит сообщает, что Курильщик умирает от рака легких.
Малдер обвиняет Курильщика в болезни своей матери. Узнав о показаниях, данных "Смитом", Малдер отправляется к нему на работу, чтобы вызвать его на допрос. "Смит" сначала соглашается, но скрывается в толпе, превращаясь в кого-то другого. Самозванец — Охотник за головами — приходит в камеру Смита, чтобы убить его, но обнаруживает, что она пуста. Малдер навещает Тину в больнице, но сталкивается с Курильщиком и угрожает ему пистолетом. Курильщик говорит, что Тина встречалась с ним по поводу местонахождения его сестры Саманты. На парковке Малдер сталкивается с Иксом, который требует у него инопланетный стилет. Когда Малдер отказывается отдать его, они оказываются в безвыходном положении.
Скалли находит других идентичных "Джереми Смитов", работающих в отделениях социального обеспечения по всей стране. Позже ее встречает Смит, который рассказывает, что встретил Самозванца. Смит обещает предоставить больше информации, и они со Скалли встречаются с Малдером на заброшенном участке. Малдер хочет отвести Смита к его матери, но Охотник за головами появляется через несколько секунд.[1][2]